# Free & Easy Festival
Das Free & Easy Festival ist ein jährlich in München stattfindendes, mehrtägiges kostenloses Musik-, Film- und Kulturfestival.

## Geschichte
Das Free & Easy Festival wurde zum ersten Mal 1995 durch das Kulturzentrum Backstage in Zusammenarbeit mit dem städtischen Jugendkulturwerk veranstaltet. Dabei setzte man von Beginn an für das Free & Easy auf ein nicht kommerzielles Konzept.

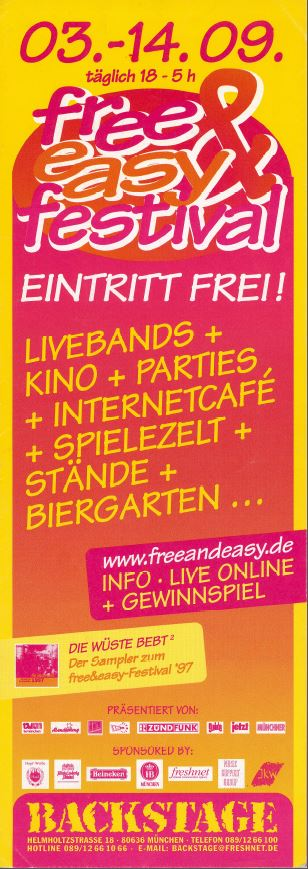
Flyer von 1998

So wurde das mehrtägige Free & Easy Festival, das 1996 12 Tage und 2014 z. B. 19 Tage dauerte, ausschließlich über die Einnahmen von Getränken und Speisen finanziert und kostet daher bis heute keinen Eintritt. Durch dieses Konzept wird bis heute ein bunter Mix aus Konzerten, Kulturveranstaltungen, Lesungen und Filmvorführungen ermöglicht. So wurde bis 1999 das Free & Easy Festival zusammen mit dem Bunter Hund – Internationales Kurzfilmfest München veranstaltet.
Neben Newcomern aus der näheren Münchner Umgebung treten auch internationale Bands wie z. B. Dog Eat Dog, D.O.A. oder Agnostic Front auf. Durch den kostenlosen Eintritt ist das Free & Easy Festival nicht nur eine Plattform für Künstler, um ein breiteres Publikum anzusprechen, sondern bietet vor allem auch die Möglichkeit, für Besucher selbst mal über die eigenen Geschmacksgrenzen hinweg in eher weniger bekannte Subgenres hineinzuschnuppern.
Von 1995 bis 2001 wurde das Free & Easy Festival auf dem Gelände Helmholtzstr. 18, 80636 München, von 2001 bis 2007 Friedenheimer Brücke 7 veranstaltet und findet seitdem auf dem Gelände an der Reitknechtstr. 6 statt.

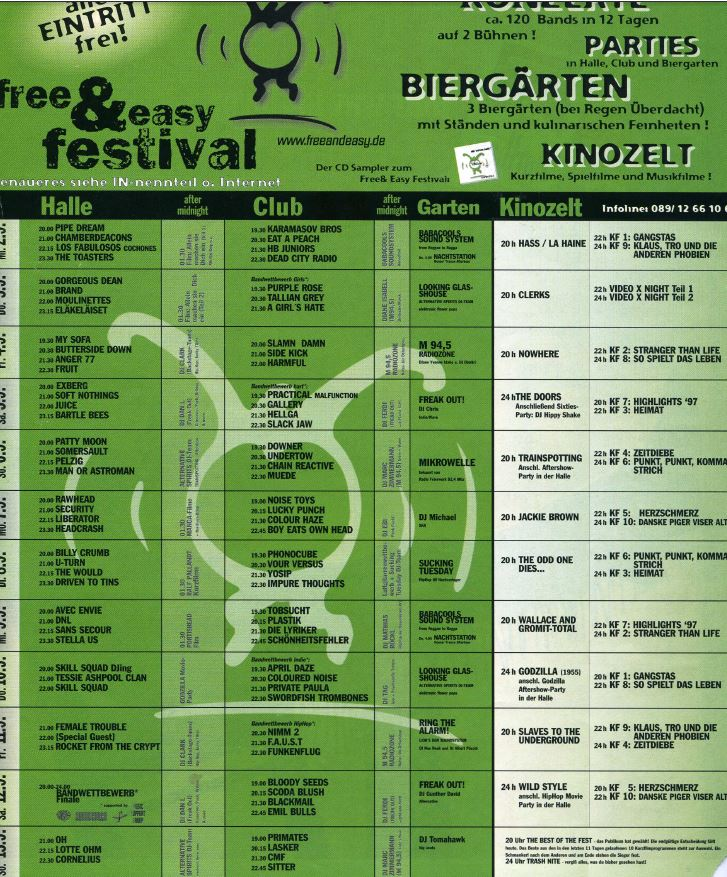
„Free & Easy Festival“-Programm von 1997

Im Jahr 2010 wurde das Programm des Free & Easy Festivals, neben Konzerten, Film und Kultur, um die Rubrik „Free Easy Politics“, erweitert. Hier finden seitdem Diskussionen zu Themen wie z. B. Globalisierung statt.
Der Umfang, die Größe und die Dauer des Festivals variieren seit den Anfängen. Während das Festival 1998 nur 12 Tage dauerte und 120 Bands auftraten, waren es im Jahr 2017 siebzehn Tage und über 200 Bands.

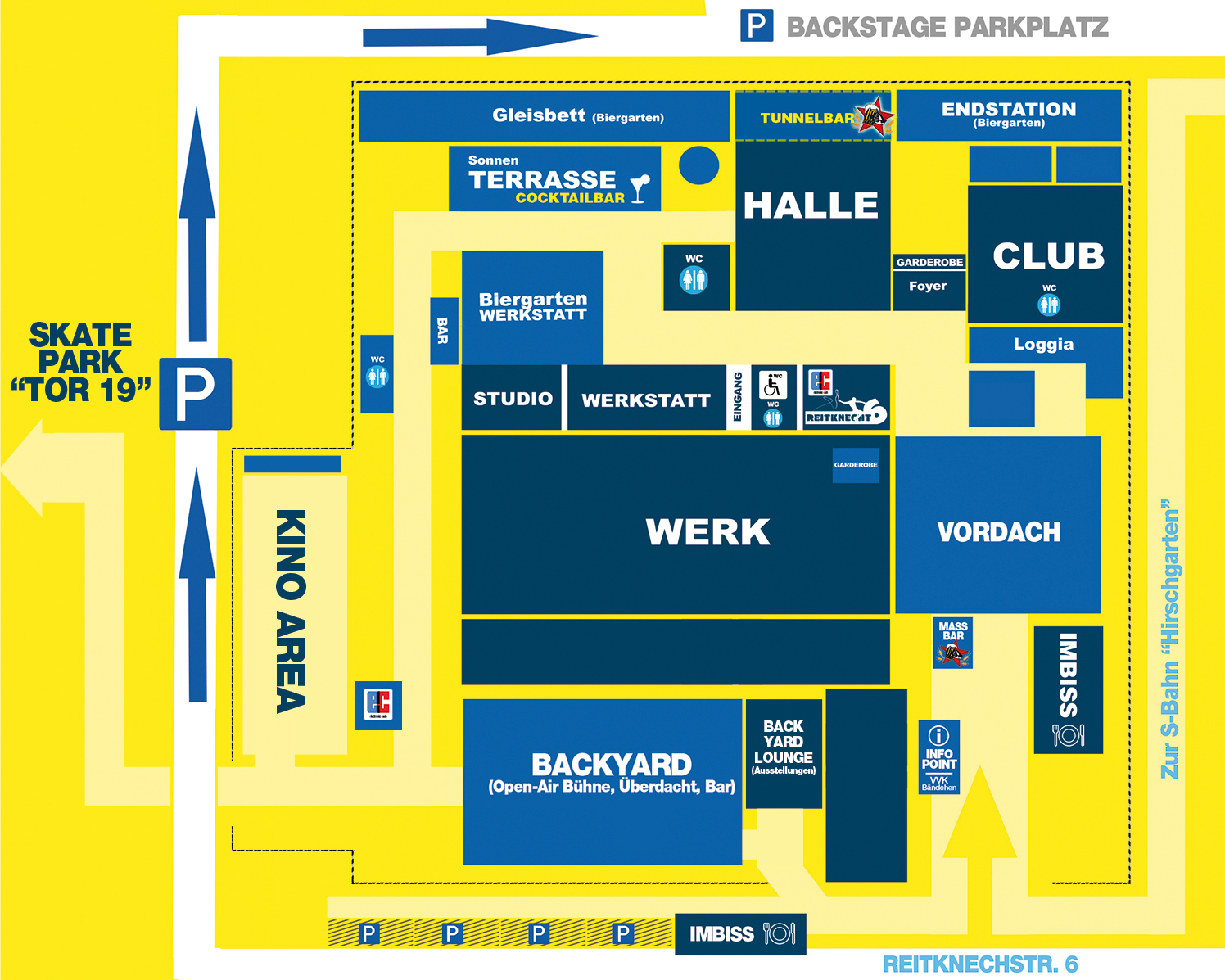
Geländeplan

### Band und Künstler 2014
Backstage Werk
Long Distance Calling, Ghost Brigade, The Bellerophon Project, Macka B, Peacecampband feat. MC Bushbayer, Suffocation, Skeletonwitch, Into Oblivion,  The Rock'n'Roll Wrestling Bash, Ironkid, Mad Caddies, The Prosecution, Destination Failure, Black Star Riders, Q-Box, Rustinal, Deez Nuts, Brutality Will Prevail, Devil in Me, Louie Knuxx, Evergreen Terrace, Pathways, Red Square Scenario, H₂O, Gravity Lost, Choking on Illusions, Rising Anger, Solar Fake, .com/kill, E-Craft, Accessory, Russkaja, Django S., Agnostic Front, Bane, Wolf Down, Amplified Hate, Hatebreed, Ringworm, Insanity, Dog Eat Dog, Authority Zero, Counterpunch, Sick of It All, The Old Firm Casuals, Crushing Caspars, Skywalker, Northern Lite, Imaginary War, ZSK, The Gogets, Dezemberkind
Backstage Halle
Jaya the Cat, Santeria and The Porn Horns, Iwrestledabearonce, Texas in July, Vitja, ATOA, Marathonmann, Mikrokosmos23, FJØRT, King Kurt, Astro Zombies, Graveyard Johnnys, Acollective, Swallow Tailed, Felidae Trick, Hobbs’ Angel of Death, Waldgeflüster, Ars Irae, Nator, Nücleahölic, BBou, Max Never, The Moonband, Meg’n Jez, Cryssis, Napalm Death, Painstaker, Knopf, Mad Sin, The Brains, Kitty in a Casket, The Intersphere, Zen Zebra, Trash Candy, Abinchova, Ingrimm, The Privateer, Remember Twilight, Brocelian, A Wilhelm Scream, I Kissed Captain Hook, Avenal, Cris Cosmo & Band, Mundwerk-Crew, Six Feet Under, Necrotted, Combustion, Fantan Mojah & Band, End of Green, Mundtot
Backstage Club
Atlas Losing Grip, Misconduct, Noopinion, Valient Thorr, Church of Misery, Them Bones, Risk It!, Seconds of Peace, Waves like Walls, Towers & Bridges, The New Black, Cyrcus, Jenny Hooker, Dÿse, Lee Harvey & the Oswalds, Tenside, UMC, COMA., LSD on CIA, Goldmouth, Schlaraffenlandung, The Charles, Mr. Serious & The Groove Monkeys, The Generators, Useless ID, Beeswax, Blue Bastard, Fatoni, Brian Damage & Harry Crotch, Rogers, Spitfire, Tommy Gun, 1328, M.U.D.D.A., Big Skies, Boy Hits Car, Gnarwolves, Actin Myosin, Smoke The Sky, U.G.F.(Underground Groove Front), Arsirius, Battlecreek, Impala Ray, The Marble Man, Triska, Nick & The Roundabouts, Darkhaus, Schöngeist, Vlad in Tears, Liquid, Lux, Tom Thaler & Basil, DJ Mic-E, Annisokay, Virtue Concept, Stonem, Unveiling the Skies

Impressionen vom Free & Easy 2014
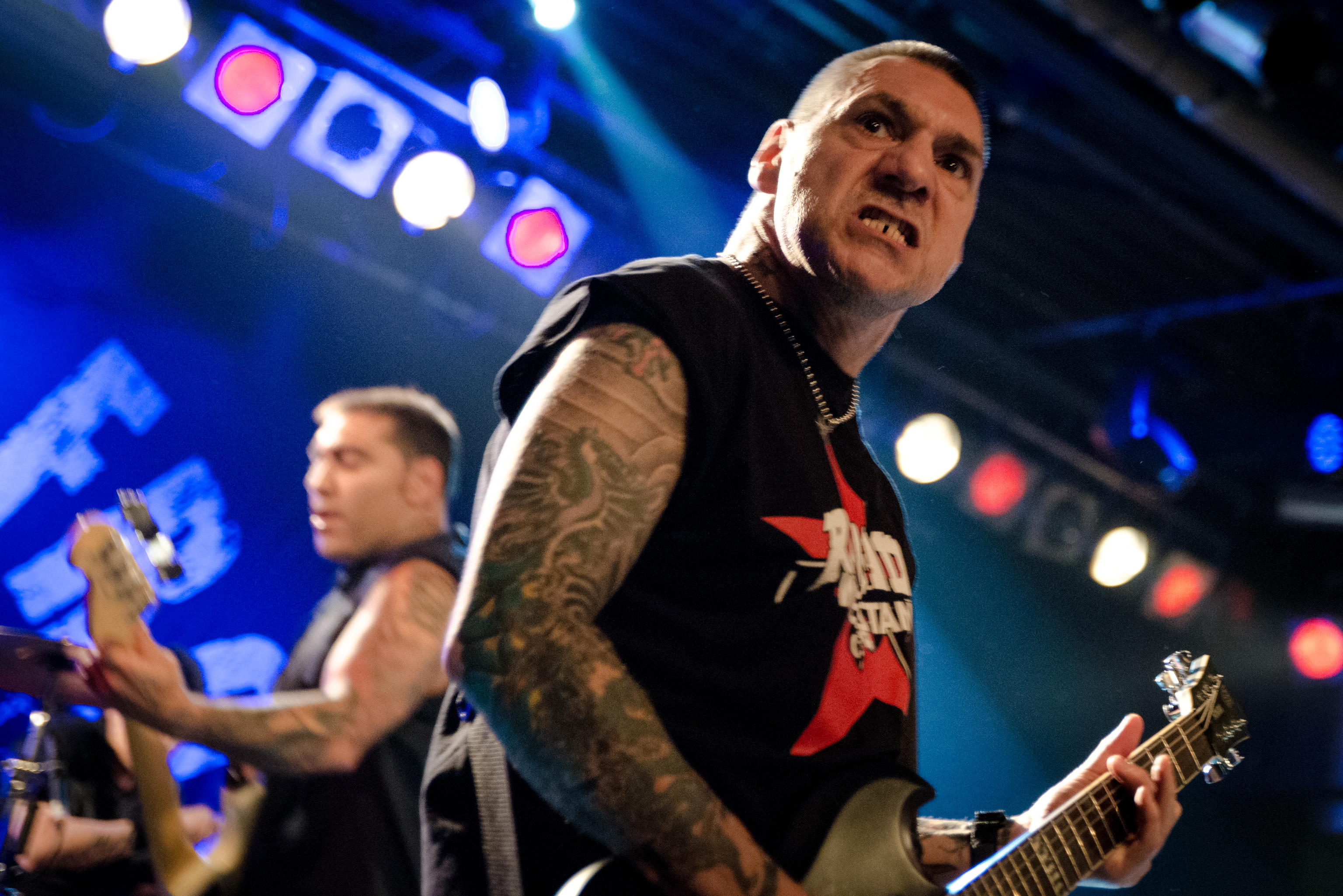
Agnostic Front
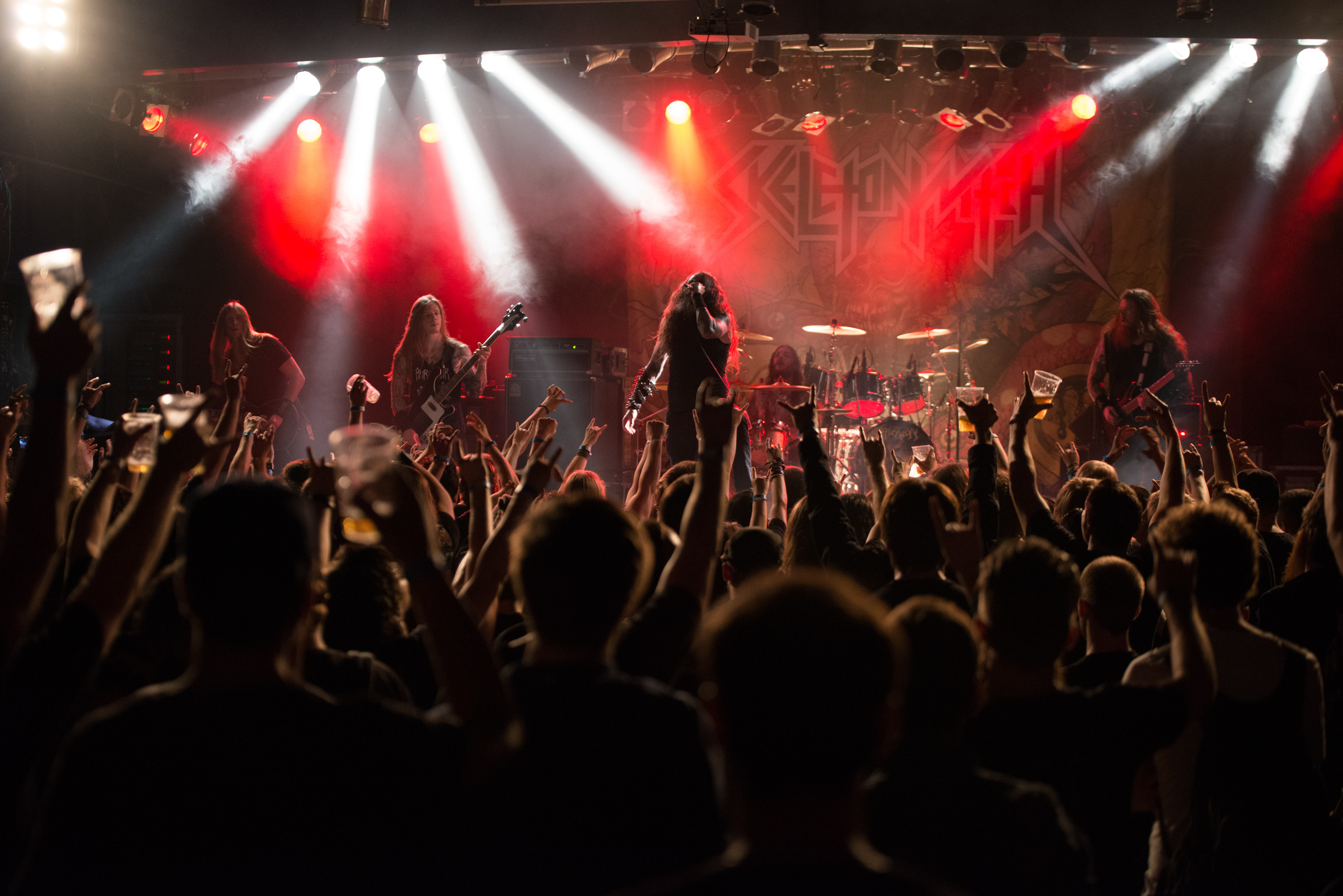
Skeletonwitch im Backstage-Werk
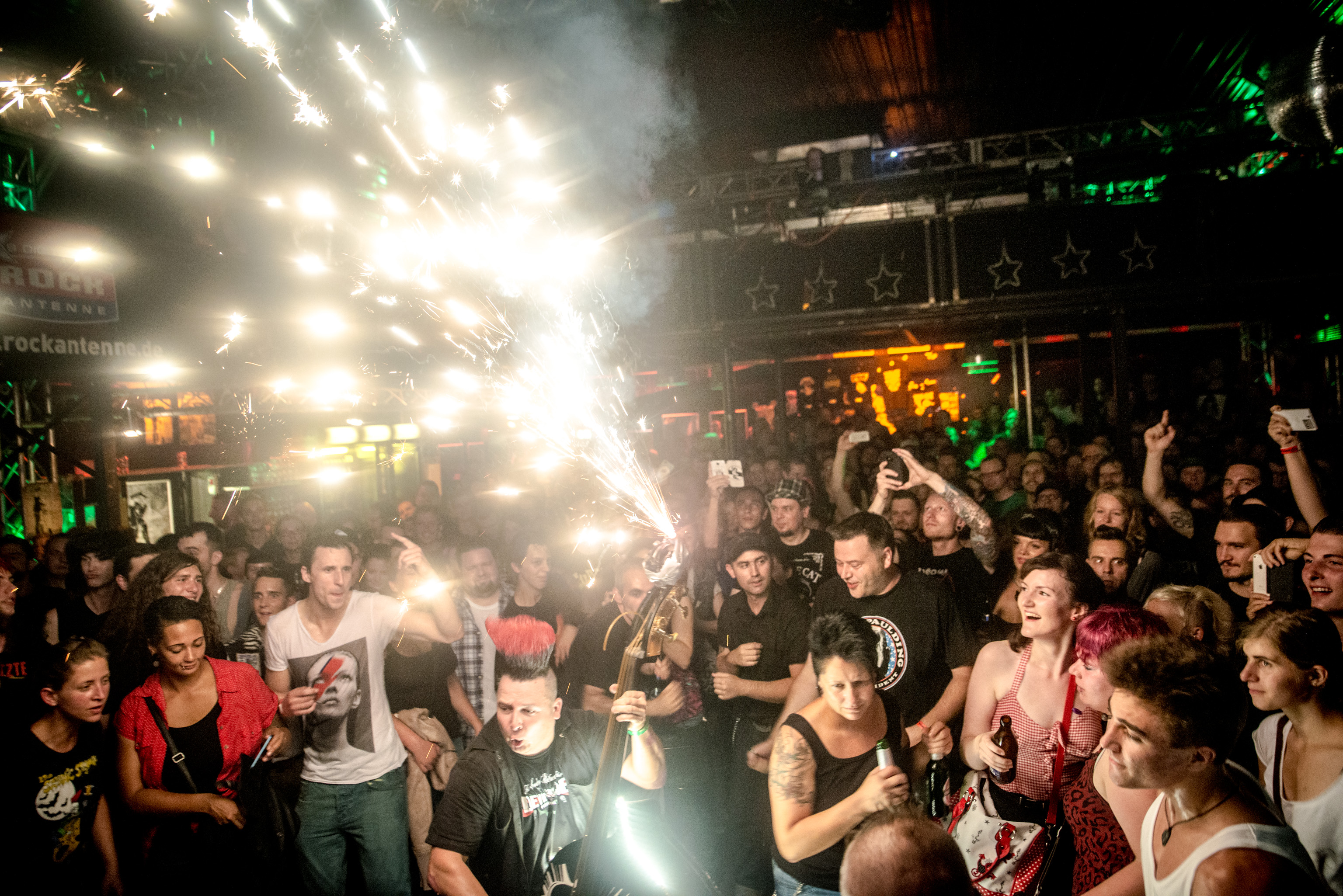
Mad Sin in der Backstage-Halle
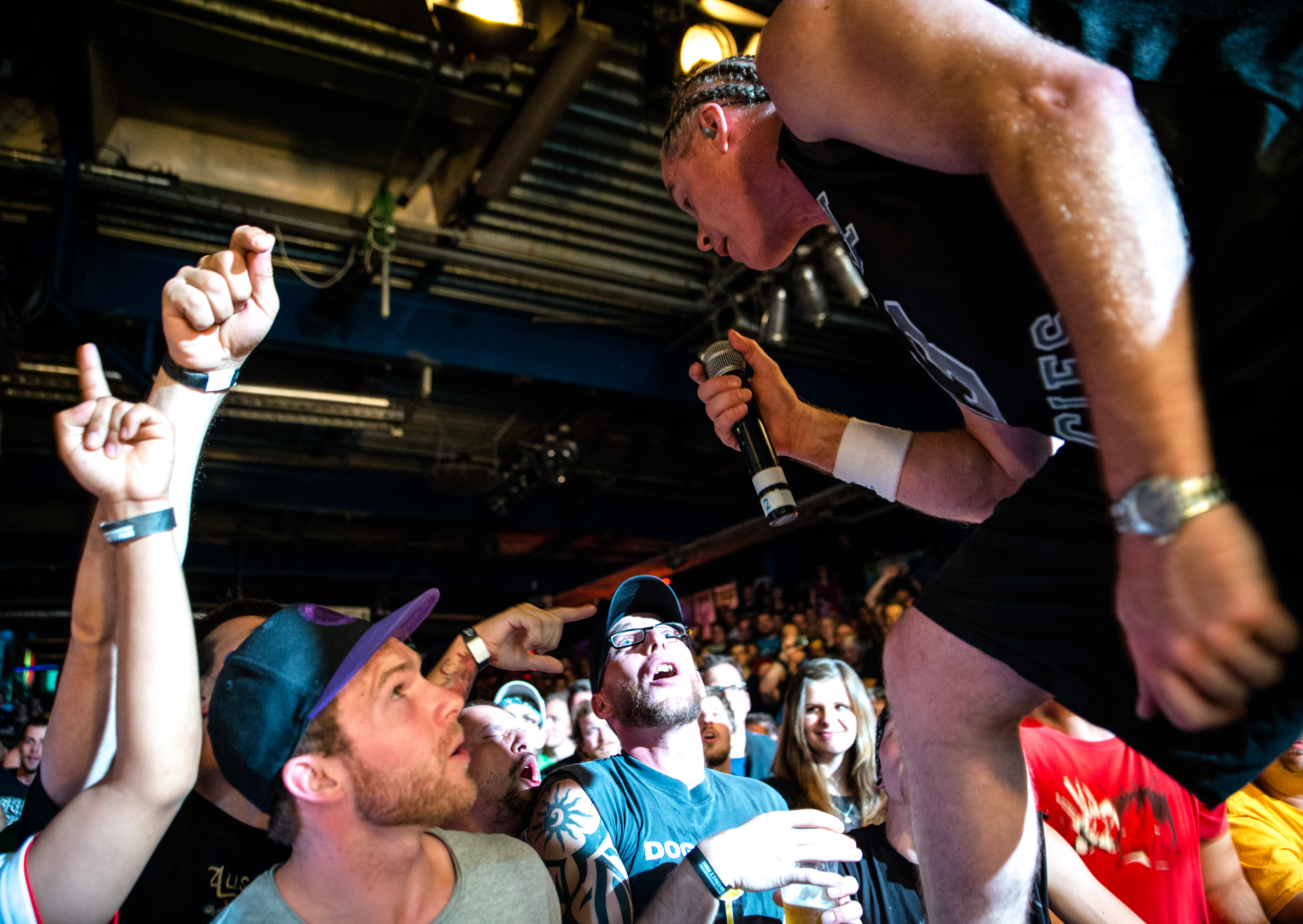
Dog Eat Dog im Backstage-Werk
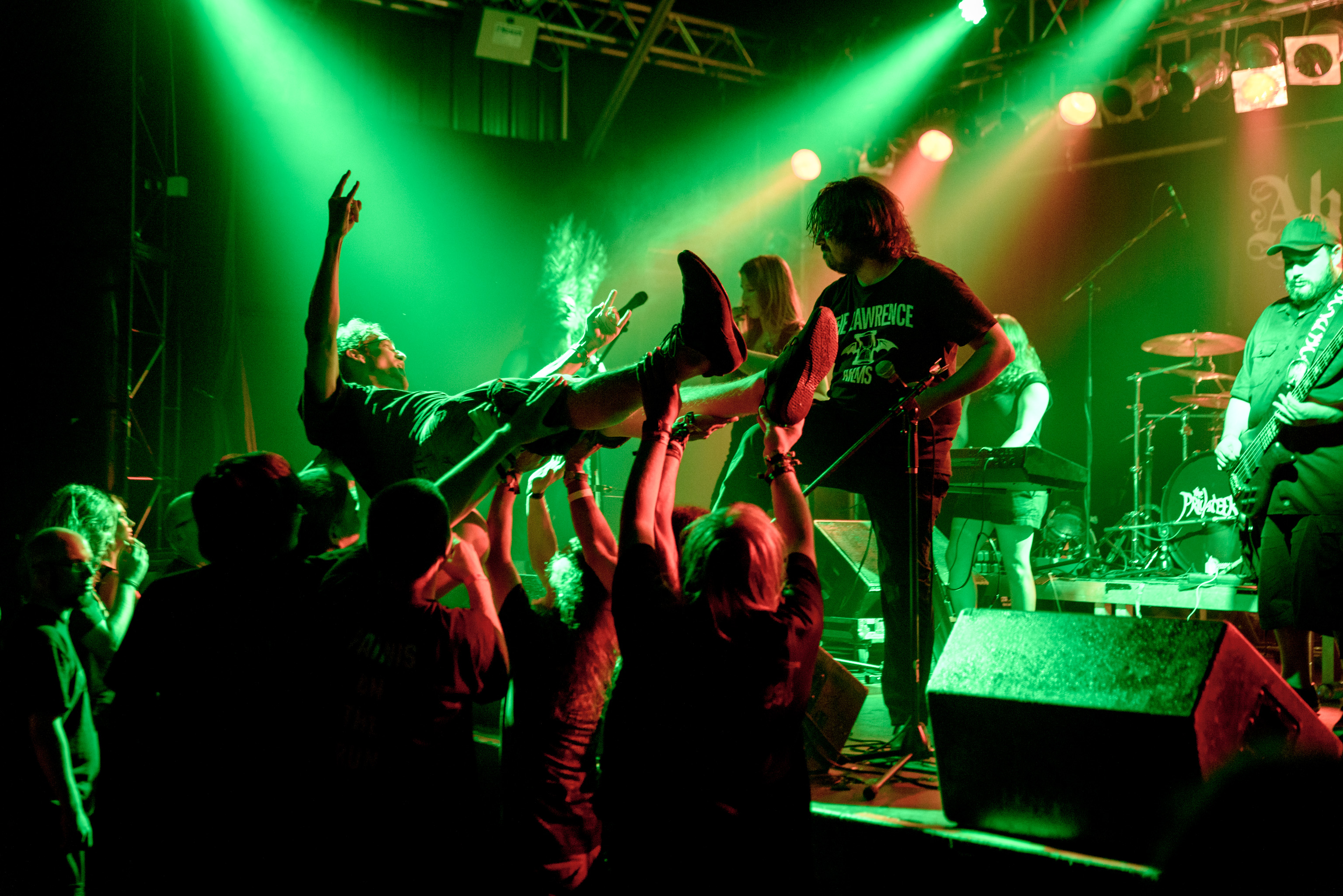
Stagediving in der Backstage-Halle
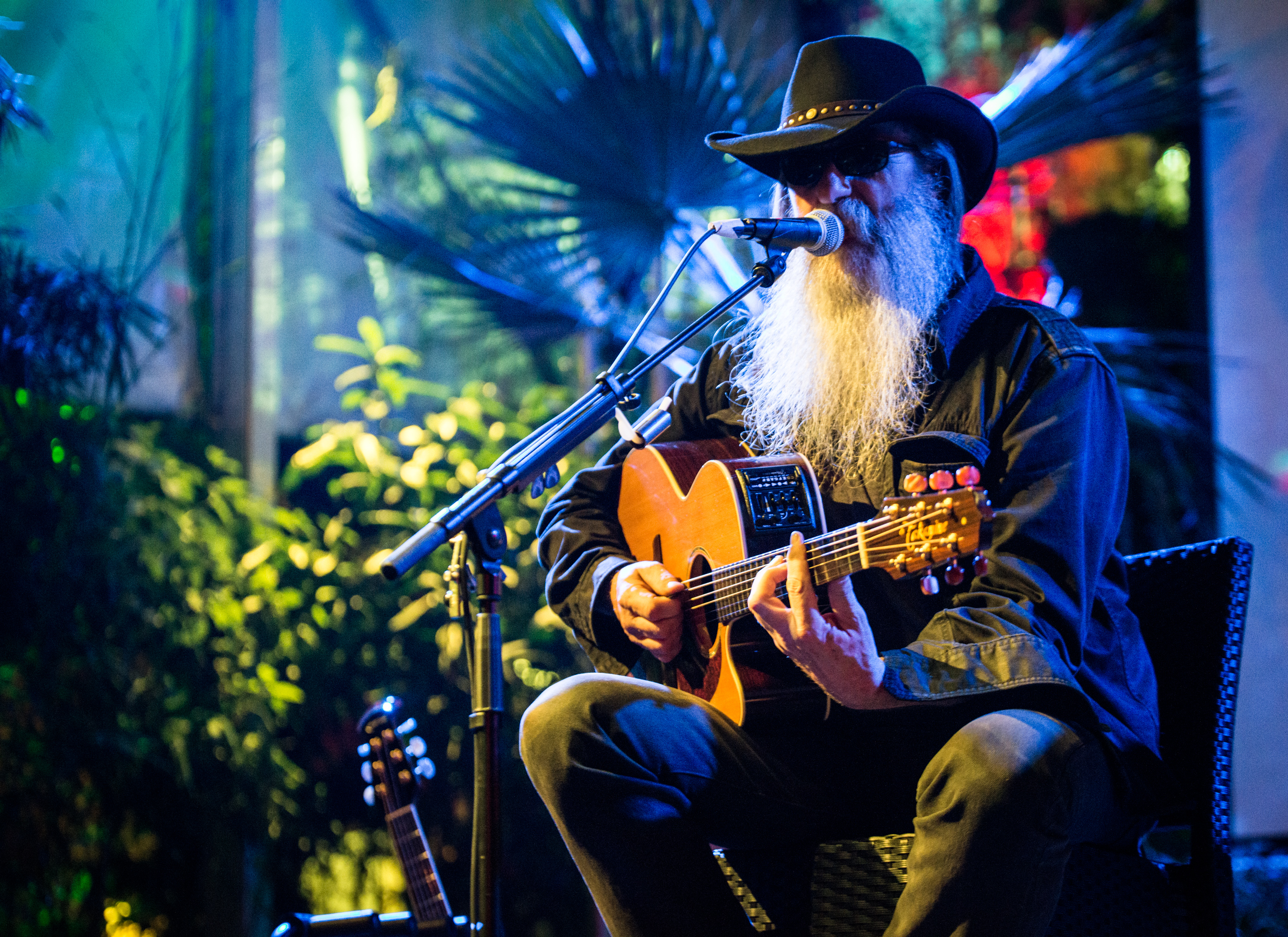
Hank Davison im Backyard Open Air Stage
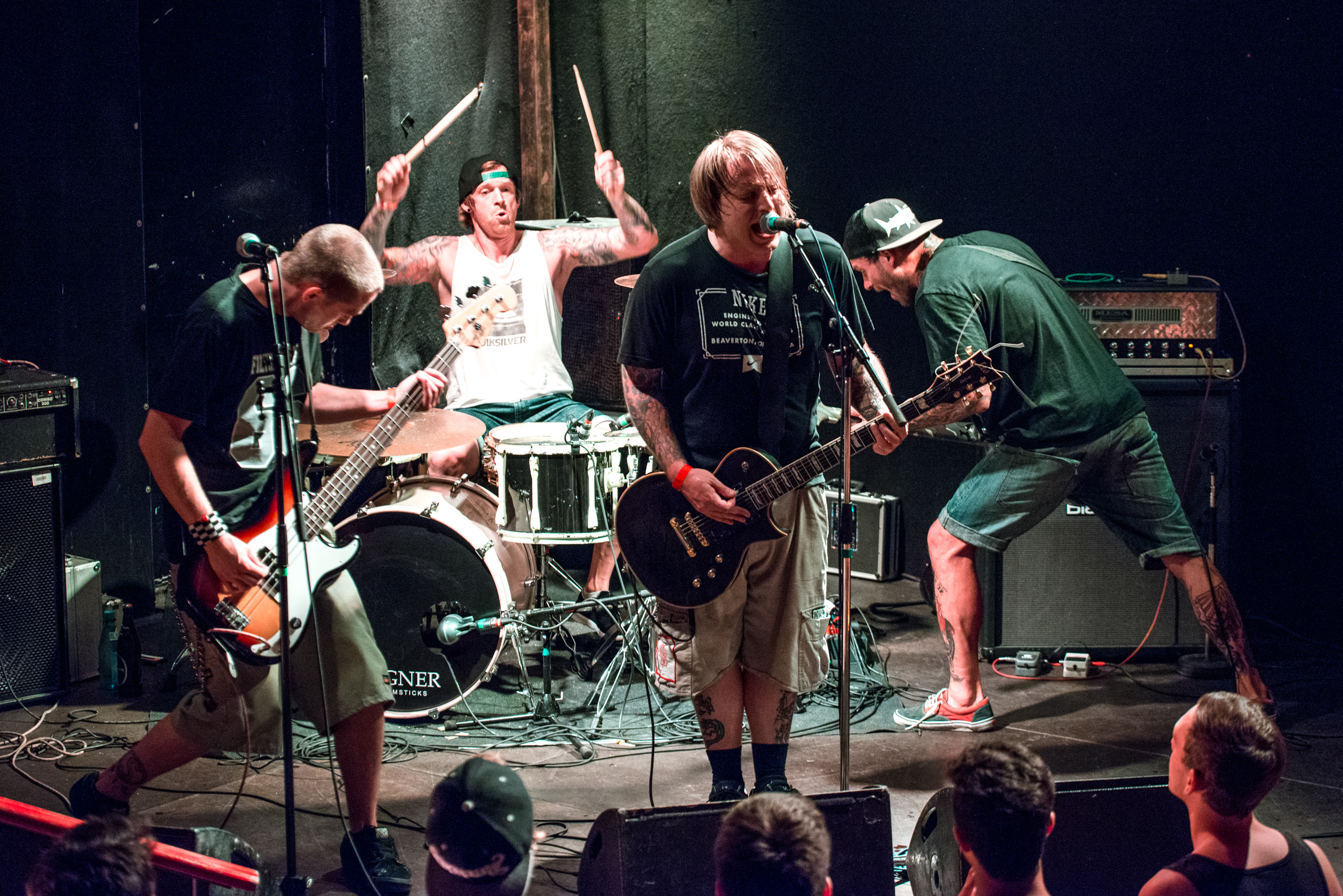
Noopinion im Backstage-Club